# Batalla naval de Carteia
La batalla naval de Carteia fou una batalla naval que tingué lloc entre la flota cartaginesa i la flota romana a prop de Carteia, el 206 aC.

## Antecedents
Després de la derrota cartaginesa a la batalla d'Ilipa els turdetans es van passar en massa al bàndol romà, i Asdrúbal Giscó i Magó Barca es van veure confinats amb les seves tropes a Gadir, inaccessible a un assalto romà. Acabada la revolta de Sucro i la revolta d'Indíbil i Mandoni, Publi Corneli Escipió va enviar Gai Luci Marci Sèptim amb un exèrcit reduït i sense bagatges per augmentar la seva velocitat, al llarg del Guadalquivir fins a la seva desembocadura on va trobar el general cartaginès Hannó que estava reclutant mercenaris per de Magó Barca i fou derrotat en la batalla del Guadalquivir.
Gai Leli comandant una petita flota d'un quinquerrem i set trirrems va arribar al port de Carteia on va rebre els ciutadans púnics confabulats donar accés a la ciutat als romans. La conjura va ser descoberta per Magó Barca i els seus responsables, detinguts, encadenats i deportats a Cartago en la flota d'Adhèrbal, governador de Gades, en quinquereme i una escorta de 8 trirrems.

## Batalla
Quan la flota púnica vista des de Carteia, la flota de Gai Leli va sortir al combat, amb el quinquerrem al capdavant, sorprenent Adhèrbal, que es va veure empès a la lluita doncs els corrents feien impossible la fugida, i fins i tot la batalla.
El xoc va ser caòtic, ja que les trirrem d'ambdós contendents maniobraven amb moltes dificultats, però les envestides van ser nombroses i el combat es va generalitzar lluitant bravament tots dos bàndols. Finalment el quinquerrem de Leli va poder envestir els trirrems, enfonsant-ne dos mobilitzant un tercer.
Adhèrbal, donant-se per vençut, va posar proa a la costa africana desentendre's del combat, i Leli va tornar a Carteia on va ser informat que la conjura a Gades havia estat descoberta i que els seus responsables havien estat enviats a Cartago.

## Conseqüències
Publi Corneli Escipió va donar a Gai Leli i Gai Luci Marci Sèptim l'ordre de retirar-se. Magó Barca va embarcar les seves darreres forces, consistent en uns pocs milers d'homes i alguns vaixells, i recorrent la costa va arribar a cartago Nova, on va ancorar les naus i desembarcar les tropes, però els romans van rebutjar l'atac.
Magó Barca va retornar derrotat a Gadir, on els seus ciutadans li van tancar les portes i ja negociaven amb els romans, amb el que va abandonar la ciutat i va anar a les Balears on va passar l'hivern a Portus Magonis, per navegar l'any següent al nord d'Itàlia per sublevar als ligurs.